# Місячна трилогія
Місячна трилогія (пол. Trylogia Księżycowa) — трилогія науково-фантастичних романів польського письменника Єжи Жулавського, написаних між 1901 і 1911 роками. Її перекладено російською, чеською, німецькою, англійською та угорською мовами, кілька разів перевидано в Польщі. Це його найвідоміші твори.

## Резюме
Перший том, На срібній кулі (Na Srebrnym Globie; перше книжкове видання: Львів, 1903) описує у формі щоденника історію висадженої експедиції земних астронавтів, які опинились на Місяці та заснували там колонію. Через кілька поколінь вони втрачають більшу частину своїх знань і перебувають під владою релігійного культу. Другий том, Завойовник (Zwycięzca; перше видання книги: Варшава, 1910), зосереджується на очікуваному колоністами Месії, ще одному мандрівнику із Землі. Після початкового успіху він не виправдав їхніх очікувань і був убитий в алегорії на смерть Ісуса Христа. Третій том Стара земля (Stara Ziemia; видання першої книги: Варшава, 1911). описує візит двох місячних колоністів на Землю в XXVII столітті.

### Том 1:На срібній кулі(Na Srebrnym Globie) [перше видання— Львів, 1903]

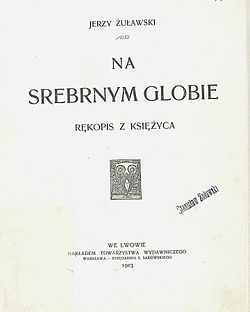
Обкладинка першого видання 1903 року

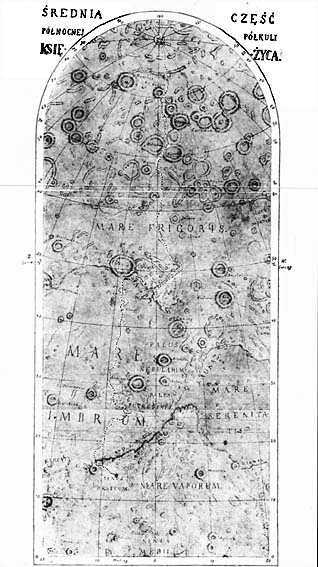
Карта північної півкулі Місяця, від На срібній кулі

На срібній кулі — перша книга трилогії, в якій у розповіді від першої особи розповідається про одіссею та наступні випробування катастрофічно непрорахованої експедиції на Місяць за участю чотирьох чоловіків і однієї жінки. У рамках тієї ж місії другий ракетний корабель із двома французькими мандрівниками, братами Ремоґнерами, одразу після цього направляється до срібної кулі. Вони теж втрачені, ймовірно, після падіння на поверхню Місяця.
Читач, однак, знайомий лише з обставинами подорожі першого ракетного корабля. На самому початку розповіді творець і керівник проекту, ірландський астроном О'Тамор, якого читачі цієї хроніки так і не дізнаються, гине в результаті удару при посадці. Інший учасник, англійський лікар Томаш (Томас) Вудбелл, вмирає від отриманих травм незабаром після цього, залишаючи свою наречену Марту, таємну заміну німецького учасника, який відмовився в останню хвилину, з двома чоловіками, що залишилися, один з яких це Ян Корецький, польський оповідач. Іншим мандрівником і суперником Корецького щодо Марти є бразильсько-португальський інженер Пьотр (Пітер) Варадол.
Немає надії на повернення чи порятунок, але є можливість вижити на іншій, схожій на Землю, хоч і суворій і безлюдній стороні Місяця, де кисень і вода обмежені. Після перших двох розділів розповідь Корецького зосереджується на тяжких стосунках Марти та Варадола, коли вони народжують перше покоління фізично низькорослих дітей, а оповідач виступає як розбитий серцем, дедалі ізольованіший спостерігач і літописець. Нащадки цих піонерів космосу, чиї початкові покоління є результатом інцесту між братами та сестрами, зрештою заселяють придатну для життя частину планети, називаючи себе селенітами. Вони створюють релігію, засновану на приході рятівника, який дозволить їм здійснити свою долю і колись повернутися на планету своїх предків, Землю.
Майже півстоліття після його прибуття, коли Марти та Варадола вже давно немає, старий і вмираючий Корецький намагається дістатися до початкового місця приземлення та, останніми зусиллями, відправляє хроніку, яку ми щойно прочитали, на його рідну планету за допомогою ракети з єдиним повідомленням, яке було приєднане до оригінального ракетного корабля саме з такою метою.
Короткий «пролог» неназваного спостерігача Землі, написаний як частина сюжету, відкривається «На срібній кулі» спогадами про експедицію через п'ятдесят років після її відправлення, обговоренням реакції мешканців Землі на ймовірну втрату мандрівників, а потім описом як ракета Корецького, націлена на К… [ймовірно, позначає Краків, де була написана історія] обсерваторію, знайдений помічником, який там працював. Обвуглені сторінки, що містяться в ракеті, ретельно транскрибуються помічником і згодом представлені на розгляд нам, читачам майбутньої Землі.

### Том 2:Завойовник(Zwycięzca) [перше видання— Варшава, 1910]

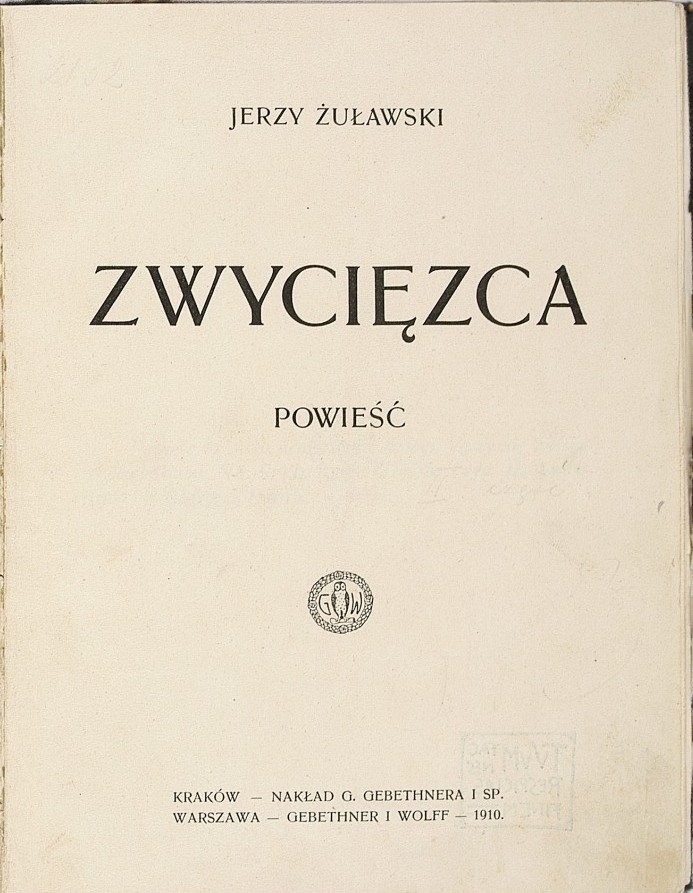
Титульний аркуш із Завойовника (1910)

Події «Завойовника», найдовшого та найскладнішого з трьох томів, розгортаються через століття після першої подорожі. Все починається з посадки на Місяць ракетного корабля, першого прибуття з Землі після двох перших експедицій. Новий космічний корабель, створений вченим Яцеком як значно вдосконалений прототип для запланованої, але покинутої другої серії місячних експедицій, несе одного несанкціонованого пасажира — друга Яцека Марека (Марка), авантюрного молодого планувальника космічних технологій, якого фізично і духовно карликові селеніти вітають свого довгоочікуваного спасителя (Марек, нічого не знаючи про існування селенітів, мав лише намір дослідити, що сталося з початковою експедицією, а потім повернутися на Землю).
Відчайдушні селеніти, які створили грубо організоване і нерівноправне, але, тим не менш, функціональне сільськогосподарське суспільство, знаходяться на межі поразки у своїй багаторічній боротьбі проти поневолення споконвічними правителями-мешканцями Місяця, телепатичними, чорнокрилими, дияволоподібними сернами, які піднімаються з пекельних надр бездонних печер Місяця. Надзвичайно розумні та безжальні, з органами, здатними виробляти електричні розряди, подібно до електричного вугра, серни керують селенітами залізною рукою та витягують з них данину продуктами, послугами та потомством. Серни також ґвалтують селенітських жінок, щоб вивести гібриди людей і сернів: коли м'які білі щупальця серна, приховані під його крилами, схоплюють і вражають електричним струмом селенітку, вона вагітніє і починає виношувати зменшеного, інтелектуально низькорослого гібрида, відомого як смертоносця (морта). Непохитно вірні раби сернів, смертоносці ставляться трохи краще, ніж собаки, і навчені ненавидіти та переслідувати селенітів. Селеніти ненавидять смертоносців навіть більше, ніж сернів, і будь-яку селенітку, запліднену від серна, забивають камінням до смерті.
На основі уривків християнського вчення та історій, які передаються усно, селеніти розробили власну систему вірувань, Релігію Приходу, зосереджену навколо надії, що хтось прийде з Землі, щоб врятувати їх від їхньої долі. З цією метою релігійний орден проводить безперервне пильнування біля місця висадки початкової експедиції. Коли корабель Марека приземлився (Яцек запрограмував корабель на прибуття до початкового місця посадки), його бурхливо зустрів радісний натовп, який переконаний, що Марек є їхнім спасителем і врятує їх від панування сернів. Марека привозять до селенітської столиці, щоб його прийняв головний жрець Малагуда. Замість того, щоб бути в захваті від прибуття Марека, мудрий Малагуда натомість стурбований, оскільки він визнає потенціал для суспільних потрясінь і усвідомлює, що релігія може не вижити, якщо її головне пророцтво заснування сповниться. Зіткнувшись з вибором: оголосити Марека месією або оголосити його фальшивим месією, Малагуда натомість залишає свою посаду, скидає мантії та йде у відставку.
Онука Малагуди закохується в Марека, водночас налякана святотатством своїх почуттів до нього. У свою чергу, Марек, до якого селеніти ставляться як до живого бога, просто вважає її прихильність кумедною і приділяє їй мало уваги, ставлячись до неї майже як до дитини. Підживлювані хвилею релігійного запалу, селеніти штурмують фортецю сернів, яка керує їхньою територією (як взірець Зулавський використав Варшавську цитадель, побудовану в ХІХ столітті для зміцнення російського імперського контролю над окупованою Польщею). Сили сернів та смертоносців піддані атаці, втікає лише керуючий розумом, голова сернів, втілення Люцифера, Авій. Поранений Авій ховається в Селенітському храмі, але його захоплює внучка Малагуди. Марек чинить опір народним вимогам страти Авія і натомість ув'язнює його в священному склепі Храму, сподіваючись повернутися на Землю разом із ним як доказом існування позаземного життя.
Спонукані успіхом у завоюванні фортеці сернів, селеніти мобілізують великі збройні сили та на чолі з Мареком непомітно перетинають місячне море вночі, щоб напасти на батьківщину сернів. Серни були піймані зненацька і гинули тисячами, але завдали удару у відповідь. У міру того як війна триває і стає все більш складною, в селенітській столиці розвиваються релігійні заворушення. Провідний член релігійного ордену публічно сумнівається в статусі Марека як месії та планує скинути його з престолу за його відсутності. Новий головний жрець Севін дізнається про це і вирішує терпіти це, щоб, якщо Марек зазнає невдачі або громадськість обернеться проти нього, знайдеться резервний лідер, готовий зайняти його місце. Сумнів і образа зростають ще більше, коли Марек намагається реорганізувати селенітське суспільство за соціалістичними принципами, і коли він виявляється неспроможним повернути до життя тих, хто загинув у конфлікті (селенітські релігійні вчення стверджують, що їхній рятівник міг би воскрешати мертвих). Ув'язнений у в'язниці склепу храму, Авій використовує свою хитрість і телепатію, щоб переконати онуку Малагуди звільнити його. Під час втечі він смертельно вбиває електричним струмом кількох селенітів, у тому числі Малагуду. Але оскільки війна в цілому йде добре, а новини з фронту хороші, селеніти здебільшого байдужі до його втечі.
Сили Марека поступово рідшають, а боєприпаси для війни з сернами починають вичерпуватися. Коли війська селенітів просуваються в глиб батьківщини сернів, вони зустрічають масовий опір і лише з великими труднощами беруть столицю. Авій (який повернувся до столиці сернів) знову уникає захоплення і втікає через замкнені двері. Місто має незвичайні властивості, і селеніти знову змушені покинути його. Зрештою, зазнавши невимовних психологічних мук, Марек перемагає в битві волі та спокус із Авієм, тим самим поклавши край злому правлінню сернів. Однак для Марека це піррова перемога. Як єдиний, хто мав здатність остаточно перемогти сернів, він є героєм тривалої війни, але вперше на пам'яті селенітів немає нової загрози, і тепер очікується, що він виконає свою роль як месія. Спочатку відлетівши на Місяць після нещасливого кохання та переживши ще один трагічний роман із селеніткою, Марек виснажений як емоційно, так і психологічно.
Марек чує звістку про невдоволення на батьківщині селенітів і повертається туди сам, залишивши свого заступника командувати військами. Коли Марек досягає батьківщини селенітів, він бачить, що населення відкрито повстає проти його спроб реформ, підштовхованих маніпулятивним Севіном. Марека також звинувачують у тому, що він уклав угоду із сернами, і його дезавуює провідний релігійний орден, який заперечує земне походження селенітів і вважає, що вони походять з Місяця. Зазнаючи повалення, Марек вирішує повернутися на Землю на кораблі, але виявляє, що корабель зник. У столиці він змушений зіткнутися з наростаючим гнівом народу. Після всіх жертв конфлікту його надії на нове суспільство, засноване на благородних принципах, розбиваються розбратом у лавах селенітів та їхньою недоречною містичною вірою в його статус спасителя. Не маючи змоги бути очікуваним Месією в остаточній бажаній долі занепалих селенітів Землі, Марек не зміг принести духовний порятунок, Марек досягає ненавмисного месіанського статусу, коли, на виконання жахливих передбачень Авіджа, його приносять у жертву у спосіб, що повторює розп'яття Ісуса Христа.

### Том 3:Стара Земля(Stara Ziemia) [перше видання— Варшава, 1911]

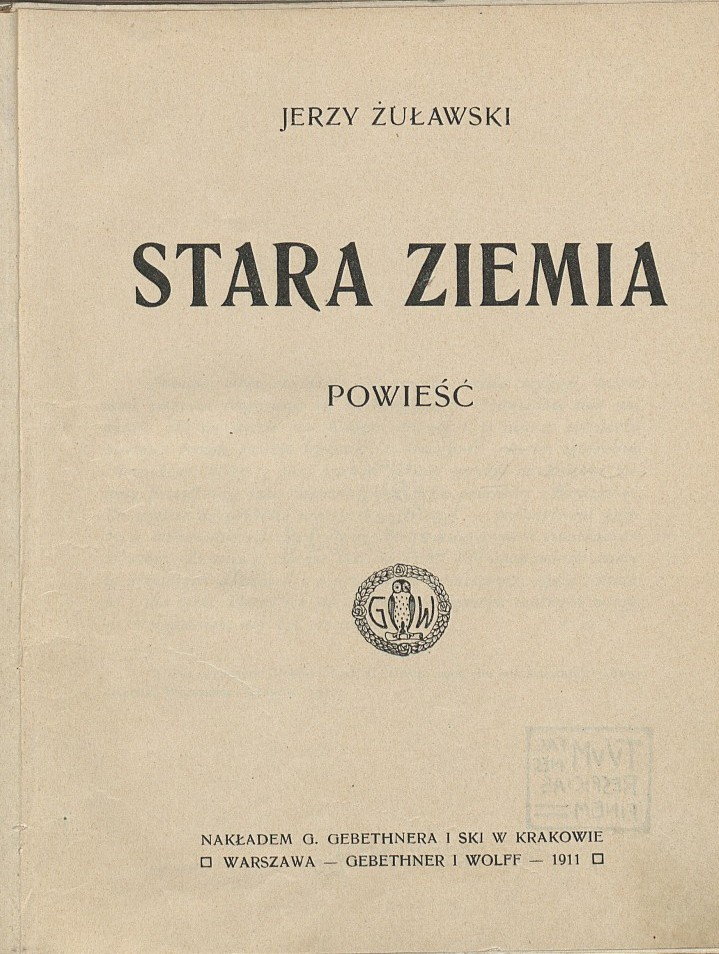
Титульний аркуш із Старої землі (1911)

Остання частина, «Стара Земля», починається відразу після мученицької смерті Марека, коли різні селенітські угруповання, яким не вистачає об'єднавчого місця боротьби проти сернів, обертаються одна проти одної, започатковуючи панування хаосу, передвіщаючи кінець суспільства. Шукаючи притулку, два основних допоміжних персонажа селеніти, які надали філософські коментарі до подій, що відбуваються в «Завойовнику», ховаються в космічному кораблі Марека, який все ще можна використовувати. Згодом вони можуть керувати ним на автопілоті під час його початково запланованої зворотної подорожі до Землі, яка тепер уже є XXVII століттям, де вони об'їжджають більшу частину світу, опиняючись у центрі таємничих змов і махінацій, спрямованих на контроль над долею людства.
Після бурхливої подорожі космосом двоє селенітів приземляються в пустелі Сахара в Єгипті. Вони обидва є членами релігійного ордену селенітів, який вірить, що їхня раса не походить від людей, а виникла на Місяці, і їх називають Майстром (лідером ордену, що відколовся) і Учнем. Не знайшовши жодних доказів людської діяльності, вони припускають, що Земля має бути безлюдною (згідно з їхньою системою вірувань), але, наткнувшись на високошвидкісну залізничну лінію (яка сполучає Єгипет з Європою), а потім на сфінкса, вони налякані та ховаються на ніч в скельній розколині. Наступного дня їх знаходить арабський торговець, який кидає їх у клітку та привозить до Каїра, де продає панові Бенедіктусу, багатому літньому чоловікові, який слідує за співачкою Азою під час її світового туру. Бенедіктус одягає двох селенітів у дитячий одяг і прив'язує їх до повідця, а потім відводить до розкішного готельного номеру Ази, щоб піднести їх їй як подарунок. На щастя для селенітів, їх впізнає друг Ази Яцек, учений, який сконструював космічний корабель Марека, який також прибув до Каїра на концерт. Побачивши їх, Яцек здогадується про їх місячне походження і може спілкуватися з ними польською. Після концерту (де публіка набагато більше захоплена зовнішністю та сексуальними атрибутами Ази, ніж її музикальністю), він і двоє селенітів повертаються до Варшави — міста в комуністичних Сполучених Штатах Європи (USE), де Яцек зараз є головним науковим співробітником телекомунікацій. Коли Яцек запитує двох селенітів, як вони потрапили у володіння кораблем Марека, Майстер бреше й каже Яцеку, що Марек послав їх на Землю на своєму кораблі по допомогу. Учень не схвалює це, але не суперечить йому.
Далеко не досягнувши заявлених цілей рівності, комунізм в США призвів до встановлення жорсткої класової ієрархії, в якій невелика управлінська еліта користується великими привілеями, тоді як загальне працююче населення отримує низьку зарплату та стримується репресивним механізмом держави. Розпалюється ліберальна революція, і Яцек відкрив технологію, яка змушує окремі атоми вибухати, вивільняючи величезну кількість руйнівної енергії. І комуністичний уряд, і ліберальні революціонери хочуть отримати цю технологію. Хоча Яцек належить до заможної еліти, він симпатизує революціонерам, але авторитарний Майстер викрадає технологію та віддає її комуністичному уряду. Уряд видає комюніке, в якому зазначається, що якщо вибухне революція, вона активує зброю та знищить увесь континент, а не віддасть владу. Уявна революція зазнає краху, і уряд заборонить усі наукові дослідження та скасує викладання науки.
Повернувшись на Місяць, керівництво селенітів так само скасувало всі наукові дослідження та навчання серед селенітів і навіть пішло на крок далі, заборонивши писати книги. Тільки Великий Серн має право оприлюднити свої думки. Таким чином трилогія завершується тим, що антиінтелектуальні авторитарні режими зміцнюють свою владу як на Землі (у Сполучених Штатах Європи), так і на Місяці (на батьківщині Серна).

## Інтерпретації
Ймовірно, на Жулавського вплинули Герберт Веллс і Жюль Верн. Його творчість вважається важливою віхою в розвитку наукової фантастики та фентезі в Польщі, з того часу вона набула великої популярності та була добре сприйнята критиками. Аткінсон назвав трилогію другим найвідомішим твором східноєвропейської наукової фантастики після творів Станіслава Лема. Ясінська-Войтковська та Дибчак зазначають, що це був перший добре розроблений польський науково-фантастичний твір, і його не перевершать роботи Лема через кілька десятиліть.
Твір було описано як погляд Жулавського на філософію історії і витлумачено як критика соціалістичної, егалітарної утопії. Оповідання Жулавського показує непередбачуваність людської природи як переможця концепцій утилітаризму та соціального регулювання. Він критично ставиться до релігії, стверджуючи, що вона є соціальною структурою, яка може мати деструктивний вплив на людство. Він також стурбований політичним використанням наукових знань і критично ставиться до прагнення до «чистої науки», а також критично ставиться до поняття технологічного прогресу, який, на думку Жулавського, веде до більшого конфлікту та нерівності. Натомість, стверджує Жулавський, людство має зосередитися на моральному прогресі. Твір був описаний як «поетичний і трагічний», що поєднує «наукову фантазію зі скептичними роздумами» та антиутопічне бачення майбутнього людства. Його класифікували як соціальну утопію типу наукової фантастики або просто антиутопію.

## Адаптація

Режисер Анджей Жулавський, внучатий племінник Єжи Жулавського, наприкінці 1970-х спробував екранізувати трилогію. Після того, як приблизно три чверті фільму було завершено, Міністерство культури Польщі було стурбоване відзнятим матеріалом і припинило виробництво, наказавши знищити невідредагований фільм і всі пов'язані з ним матеріали. Проте, незважаючи на цю директиву, вони були збережені та коли влада комуністичного уряду наприкінці 1980-х років почала падати, Жулавського переконали змонтувати наявний матеріал у формі фільму. Він зняв кілька нових кадрів, але виключно для того, щоб створити міст між сценами, які були зняті раніше. Він не мав на меті, щоб фільм був комерційно показаний. Прем'єра фільму «На Срібній планеті» відбулася на Каннському кінофестивалі 1988 року. Незважаючи на назву, фільм адаптує всю трилогію.